# 杨文安 (1241年)
杨文安（1241年—1282年）字泰叔，成州天水（今甘肃天水市南）人，南宋末年、元朝初年政治人物。楊大淵之侄。
1258年，跟随叔父杨大渊降附蒙哥，为安抚使。中统元年（1260年），授监军，攻礼义城、出通川，授开、达、忠、万等处招讨使。至元元年（1264年），在蟠龙、射洪、椒原大败宋兵，擒获宋将。后攻打开州、达州、重庆、蓬州，围万州、攻克施州、咸淳府、紹慶府、夔州等地，大破宋兵。擒获其将张刚、伏林等，历任开达忠万梁山等处招讨使、阆州夔东路安抚使征行元帅、东川路征南招讨使等职。取蜀后，擢升为四川南道宣慰使。至元十九年（1282年），官至中书左丞，行江西省事。不久病故。